# Brian Omogrosso
Brian Scott Omogrosso (né le 26 avril 1984 à Beaver, Pennsylvanie, États-Unis) est un ancien joueur de baseball professionnel. Il est en 2012 et 2013 comme lanceur de relève droitier des White Sox de Chicago de la Ligue majeure de baseball.

## Carrière
Joueur à l'Université d'État d'Indiana, Brian Omogrosso est un choix de sixième ronde des White Sox de Chicago en 2006.
Il fait ses débuts dans le baseball majeur le 3 juillet 2012 avec les White Sox, à l'âge de 28 ans.
Omogrosso apparaît dans 29 matchs des majeures, tous pour les White Sox, en 2012 et 2013. En 37 manches et un tiers lancées, sa moyenne de points mérités se chiffre à 5,54 avec 34 retraits sur des prises et deux défaites.